# KUKU$
KUKU$ је хрватска треп група из Загреба коју чини трио Хиљсон Мандела, Goca R.I.P. и Исо Мики.

## Историја
Бенд су током 2013. године у Загребу основали Мислав Кљенак (Исо Мики), Иван Хиље (Хиљсон Мандела) и Иван Годинa (Goca R.I.P). Средином 2015. године избацили су микстејп са девет песама. Микстејп носи назив О куку$има се не расправља, а од репера, на микстејпу гостују Жуги и Хладни из High5-а, Доктор Болест из 40industry, као и Ореб из Кише метака.
Током 2017. године објавили су четири сингла којима су најавили свој први студијски албум — Френд, Шнитање, Шинтери и Magic Johnsson. Почетком 2018. године избацили су албум под називом Анђели и бомбони. На албуму се налази 17 песама, а као гости, на албуму се појављују Таргет, Shin Tu и Хладни.
Крајем јануара 2019. године издали су нови албум који носи назив Глупи тејп. На албуму се налази осам песама, а гостују Фокс, Surreal и Donplaya.
Кукус је 20. априла 2019. године гостовао на манифестацији Bassivity Digital Showcase у београдској Хали спортова. Исте године, 6. јула, наступили су на Exit фестивалу, на Фјужн стејџу као део Bassivity Showcase-а са Фоксом, Саром Јо, Elon-ом, Сенидом и Surreal-ом.

## Дискографија

### Албуми, микстејпови и ЕП-ови
- (2014)
- БМК — БогатеМладеКмице (2015)
- О куку$има се не расправља (2015)
- (2015)
- Друго кољено (feat. Shira Rodbina, 2016)
- Триестри — Грам Туризло (2017)
- Анђели и бомбони (2018)
- Глупи тејп (2019)

### Синглови и гостовања
- (2014)
- Пусти ме на миру (2015)
- Хан Соло (2015)
- Побједа (feat. Shira Rodbina, 2015)
- Без бриге (feat. Фокс, 2016)
- Фродо (2018)
- (2018)
- Чујемо се послије (2019)
- (2020)
- Мој дилер (feat. Гидра, 2020)
- Нема правила (2021)[9]

## Награде
- ХХУ награда за спот године: KUKU$ feat. Swana — PVR€ (2014)
- ХХУ награда за групу године (2015)
- ХХУ награда за live act године (2015)
- ХХУ награда за Ем-сија године: Hilj$on Mandela (2015)
- ХХУ награда за спот године: Пусти ме на миру (2015)
- ХХУ награда за албум године: О куку$има се не расправља (2015)
- ХХУ награда за фестивал/догађај године: KUKU$ @ Творница културе (2015)
- ХХУ награда за албум године: KUKU$ feat. Shira Rodbina — Друго кољено (2016)
- ХХУ награда за Ем-сија године: Hilj$on Mandela (2016)
- ХХУ награда за албум године: Триестри — Грам Туризло (2017)
- ХХУ награда за групу године (2017)[2]